# Ромо, Рафаэль
Рафаэль Энрике Ромо Перес (исп. Rafael Enrique Romo Pérez; род. 25 февраля 1990, Турен, Венесуэла) — венесуэльский футболист, вратарь клуба «Универсидад Католика» и сборной Венесуэлы.

## Клубная карьера
Ромо начал профессиональную карьеру в клубе «Льянерос». В 2007 году он дебютировал в венесуэльской Примере. Летом 2009 года Рафаэль перешёл в итальянский «Удинезе». 15 мая 2010 года в матче против «Лацио» он дебютировал в итальянской Серии A. В начале 2011 года Ромо вернулся на родину, на правах аренды арендованный «Эстудиантес де Мерида». 30 января в поединке против «Каракаса» он дебютировал за новую команду.
Летом 2012 года Ромо был арендован «Минерос Гуаяна». 21 октября в матче против «Атлетико Эль-Вихия» он дебютировал за новый клуб. Летом 2015 года Рафаэль был арендован английским «Уотфордом», но так и не дебютировал за основной состав.
Летом 2016 года Ромо подписал контракт с кипрским клубом АЕЛ. 21 августа в матче против «Анагенниси» он дебютировал в чемпионате Кипра. Летом 2017 года Рафаэль перешёл в АПОЭЛ, но для получения игровой практики сразу был арендован бельгийским клубом «Беерсхот». 12 ноября в матче против «Серкль Брюгге» он дебютировал во Второй лиге Бельгии. По окончании аренды Ромо вернулся в АПОЭЛ. 6 октября 2018 года в матче против «Анортосиса» он дебютировал за основной состав. В 2019 году он помог команде выиграть чемпионат.
Летом 2019 года Ромо перешёл в датский «Силькеборг». 16 сентября в матче против «Оденсе» он дебютировал в датской Суперлиге.
18 августа 2020 года Ромо вернулся в чемпионат Бельгии, подписав двухлетний контракт с «Ауд-Хеверле Лёвен».
27 апреля 2022 года Ромо перешёл в клуб MLS «Ди Си Юнайтед», подписав полуторалетний контракт до конца сезона 2023 с опцией продления на сезон 2024. В высшей лиге США он дебютировал 7 мая в матче против «Хьюстон Динамо», заменив Билла Хамида на 49-й минуте. 19 января 2023 года Ромо и «Ди Си Юнайтед» расторгли контракт по обоюдному согласию сторон.
20 января 2023 года Ромо подписал контракт с эквадорским клубом «Универсидад Католика».

## Международная карьера
В 2009 году в составе молодёжной сборной Венесуэлы Ромо принял участие в домашнем молодёжном чемпионате Южной Америки. На турнире он сыграл в матче против команд Эквадора, Перу, Бразилии, Уругвая, Парагвая, а также дважды против Аргентины и Колумбии.
В том же году Ромо принял участие в молодёжном чемпионате мира в Египте. На турнире он сыграл в матчах против команд Нигерии, Таити, Испании и ОАЭ.
13 мая 2009 года товарищеском матче против сборной Коста-Рики Ромо дебютировал за сборную Венесуэлы. В 2019 году Ромо принял участие в Кубке Америке в Бразилии. На турнире он был запасным и на поле не вышел. Ромо был включён в состав сборной на Кубок Америки 2021, но после положительного результата теста на SARS-CoV-2 был заменён на Луиса Ромеро.

## Достижения
Командные
 АПОЭЛ
- Чемпион Кипра: 2018/19